# E2 Carinae
Pour les articles homonymes, voir e Carinae.
Désignations
e2 Carinae, également désignée HR 3414 ou HD 73389, est une étoile binaire de la constellation australe de la Carène. Elle est visible à l'œil nu avec une magnitude apparente combinée de 4,86. Le système présente une parallaxe annuelle de 14,91 ± 0,20 mas telle que mesurée par le satellite Gaia, ce qui permet d'en déduire qu'elle est distante de 67,07 ± 0,90 pc (∼219 al) de la Terre. Il s'éloigne du Système solaire à une vitesse radiale de +25,6 km/s.
La composante primaire du système, désignée e2 Carinae A, est une étoile géante rouge de type spectral K0III et d'une magnitude apparente de 5,08. Après avoir épuisé les réserves en hydrogène qui étaient contenues dans son cœur, elle s'est refroidie et étendue et son rayon est désormais onze fois plus grand que le rayon solaire. Elle est 64 fois plus lumineuse que le Soleil et sa température de surface est de 4 903 K. Son compagnon, désigné e2 Carinae B, brille d'une magnitude de 8,02. En date de 2015, il était localisé à une distance angulaire de 0,30 seconde d'arc et à un angle de position de 207° de l'étoile primaire.